# Грищук Олександр Ігорович
Олександр Ігорович Грищук (нар. 31 жовтня 1983, Москва) — російський шахіст, гросмейстер (2000). 
Чемпіон Росії 2010 року, фіналіст турніру претендентів 2011 року, фіналіст Кубка світу ФІДЕ 2011 року. Триразовий чемпіон світу з бліцу (2006, 2013, 2015).
У складі збірної Росії:
 дворазовий переможець шахових олімпіад (2000, 2002), 
чотириразовий переможець командних чемпіонатів світу (2005, 2010, 2013, 2019), 
триразовий переможець командних чемпіонатів Європи (2003, 2007, 2015).
Його рейтинг станом на січень 2025 року — 2687 (42-те місце у світі, 4-те серед шахістів Росії).

## Біографія

### 2011
У травні 2011 року брав участь у турнірі претендентів за звання чемпіона світу з шахів, де дійшов до фіналу.
У ¼ фіналу переміг Левона Ароняна ( Вірменія) з рахунком 4 ½ / 3½ ,
У півфіналі переміг Володимира Крамника ( Росія) з рахунком 5 ½ / 4½.
У фіналі з рахунком 2 ½ / 3½ поступився Борису Гельфанду ( Ізраїль), який 2012 року зустрінеться в матчі за звання чемпіона світу з чинним чемпіоном світу Віші Анандом ( Індія).
У серпні-вересні 2011 року на Кубку світу ФІДЕ теж дійшов до фіналу, де поступився своєму співвітчизнику Петру Свідлеру з рахунком 1½ / 2½.
На шляху до фіналу Грищук переміг шістьох суперників, зокрема: Олександр Морозевич ( Росія), Олександр Поткін ( Росія), Давид Навара ( Чехія) та Василь Іванчук ( Україна).
На цьому турнірі виборов право участі у турнірі претендентів за звання чемпіону світу з шахів 2013 року.

### 2012
У жовтні 2012 року Грищук посів 4 місце на першому етапі серії Гран-прі ФІДЕ 2012—2013 років набравши 6½ очок з 11 можливих (+2-0=9).

### 2013
У березні 2013 року Олександр Грищук взяв участь в турнірі претендентів за право зіграти в матчі за шахову корону проти чемпіона світу Віші Ананда. В двоколовому турнірі за участі 8 шахістів, Грищук посів шосте місце з результатом 6,5 очок з 14 можливих (+1-2=11)
У травні 2013 року Грищук розділив 4-5 місця на четвертому етапі серії Гран-прі ФІДЕ 2012—2013 років набравши 6 очок із 11 можливих (+1-0=10).
У липні 2013 року з результатом 6½ очок з 11 можливих (+3-1=7) посів 2 місце на п'ятому етапі серії Гран-прі ФІДЕ 2012—2013 років.
У серпні 2013 року на кубку світу ФІДЕ програв у третьому колі в'єтнамцю Ле Куанг Льєму з рахунком 1-3.
У вересні 2013 року Олександр Грищук став переможцем кубку АШП з рапіду, що відбувався в Ризі. Грищук на шляху до фіналу переміг француза Фрессіне 3-1, поляка Войташека 2-0, у півфіналі — співвітчизника Петра Свідлера з рахунком 1½-½. У фінальному поєдинку Олександр здолав ще одного росіянина Яна Непомнящого з рахунком 3-2.
У жовтні 2013 року Олександр розділив 5-6 місця з Леньєром Домінгесом на шостому етапі серії Гран-прі ФІДЕ 2012—2013 років набравши 5½ очок з 11 можливих (+2-2=7). В загальному заліку серії гран-прі ФІДЕ Грищук з 315 очками посів 5 місце.
На командному чемпіонаті Європи, що проходив у листопаді у Варшаві, Олександр Грищук, набравши 4½ очок з 8 можливих (+2=5-1), показав 8-й результат на першій дошці (турнірний перфоменс склав 2760 очка) та допоміг збірній Росії посісти 3-тє місце серед 38 країн.

### 2014
У червні 2014 року Олександр Грищук з результатом 5 з 9 можливих очок (+3-2=4) посів 3-є місце на турнірі XXI категорії Norway Chess 2014, що проходив в місті Ставангер, відставши від переможця турніру Сергія Карякіна на одне очко.
У жовтні 2014 року Грищук, набравши 6 очок з 11 можливих (+3-2=6), розділив 3-7 місця на першому етапі серії Гран-прі ФІДЕ 2014—2015 років.
У листопаді 2014 року Олександр Грищук з результатом 5½ очок з 7 можливих (+4-0=3) став переможцем турніру «Меморіал Петросяна», його турнірний перфоменс склав — 2966 очка. А також посів 2 місце на турнірі з блискавичних шахів «Меморіал Таля», що проходив в Сочі.
У грудні 2014 року виступаючи на «Всесвітніх інтелектуальних іграх» посів:
 — 1 місце на турнірі з швидких шахів, набравши 5 очок з 7 можливих (+3-0=4),
 — 1 місце на турнірі з блискавичних шахів, набравши 19½ очок з 30 можливих (+14-7=9),
 — 6 місце на турнірі з «баску», набравши 5½ очок з 10 можливих (+4-3=3).

### 2015
У лютому 2015 року, набравши 5 очок з 11 можливих (+1-2=8), Грищук розділив 8-10 місця на третьому етапі серії Гран-прі ФІДЕ 2014/2015 років, що проходив в Тбілісі.
У травні 2015 року з результатом 5½ очок з 11 можливих (+1-1=9) розділив 6-9 місця на четвертому етапі Гран-прі ФІДЕ 2014/2015, що проходив у Ханти-Мансійську. У загальному заліку серії Гран-прі ФІДЕ 2014/2015 Грищук посів 10-е місце (177 очок).
У червні 2015 року набравши 3½ очки з 9 можливих (+1-3=5) розділив з Магнусом Карлсеном 7-8 місця на турнірі XXII категорії «Norway Chess 2015» (перший етап Grand Chess Tour 2015), що проходив в місті Ставангер.
На початку вересня 2015 року Олександр посів 6-е місце на турнірі «The 2015 Sinquefield Cup» (другий етап Grand Chess Tour), що проходив у Сент-Луїсі. Його результат — 4½ очка з 9 можливих (+3-3=3). А також дійшов до 1/16 фіналу на кубку світу ФІДЕ, де поступився Павлу Ельянову з рахунком 0-2.
У жовтні 2015 року на чемпіонаті світу зі швидких та блискавичних шахів, що проходив у Берліні, посів:
 — 32 місце на турнірі зі швидких шахів, набравши 9 з 15 очок (+6-3=6),
 — 1 місце на турнірі з блискавичних шахів, набравши 15½ з 21 очка (+13-3=5).
У листопаді 2015 року в складі збірної Росії став переможцем командного чемпіонату Європи, що проходив у Рейк'явіку. Набравши 3 очка з 6 можливих (+1-1=4) Олександр посів 6 місце серед шахістів, які виступали на другій шахівниці..
У грудні 2015 року, з результатом 4½ очка з 9 можливих (+1-1=7), посів 7 місце на турнірі «London Chess Classic 2015». А за підсумками серії турнірів «Grand Chess Tour 2015», Грищук посів останнє 9 місце (12 залікових очок) серед постійних учасників серії.

### 2016
У вересні 2016 року в складі збірної Росії посів 3-тє місце на шаховій олімпіаді, що проходила в Баку. Набравши 7½ з 10 можливих очок (+6-1=3), Олександр показав 7-й результат (турнірний перформанс — 2719 очка) серед шахістів, які виступали на резервній шахівниці.
У жовтні 2016 року з результатом 6½ з 11 очок (+2-0=9) посів 2-ге місце у суперфіналі чемпіонату Росії, що проходив у Новосибірську.
У грудні 2016 року на чемпіонаті світу зі швидких та блискавичних шахів, що проходив у м. Доха (Катар), Олександр посів:
 — 2-ге місце на турнірі зі швидких шахів, набравши 11 з 15 очок (+9-2=4),
 — 5-те місце на турнірі з блискавичних шахів, набравши 14½ з 21 очка (+11-3=7).

### 2017
У лютому 2017 року, набравши 5½ з 9 очок (+2-0=7), Грищук став переможцем на першого етапу серії Гран-Прі ФІДЕ 2017 року, що проходив в м. Шарджа.
У травні 2017 року з результатом 5 з 9 очок (+1-0=8) розділив 3-9 місця на другому етапі серії Гран-Прі ФІДЕ 2017 року, що проходив у Москві.
У липні 2017 року розділив разом з Яном Непомнящим 2-3 місця на третьому етапі серії Гран-Прі ФІДЕ 2017 року, що проходив у Женеві. Його результат 5½ очок з 9 можливих (+2-0=7). У загальному заліку серії Гран-прі ФІДЕ 2017 року Грищук, набравши 336,4 очок посів 2-ге місце та кваліфікувався у Турнір претендентів 2018 року.

### 2018
У березні 2018 року з результатом 6½ очок з 14 можливих (+2-3=9) Грищук посів 6-те місце на «Турнірі претендентів», що проходив у Берліні.
У серпні 2018 року розділив 5-7 місця на турнірі «The 2018 Sinquefield Cup», що проходив у Сент-Луїсі. Результат Грищука — 4½ з 9 очок (+1-1=7).
У жовтні 2018 року, набравши 6½ з 9 очок (+4-0=5), Олександр розділив 3-9 місця на турнірі, що проходив на острові Мен.

### 2019
У березні 2019 року Грищук у складі збірної Росії став переможцем командного чемпіонату світу, що проходив в Астані. Крім того, набравши 68,8 % можливих очок, росіянин посів 2-ге місце серед шахістів, які виступали на третій шахівниці.
У квітні 2019 року з результатом 4½ з 9 можливих очок (+2-2=5), Грищук розділив 4-6 місця на турнірі 22-ї категорії «Меморіал Вугара Гашимова».
У травні 2019 року дійшов до фіналу 1-го етапу «Гран-прі ФІДЕ», де програв Яну Непомнящому.
У червні 2019 року разом з Мамед'яровим розділив останні 9-10 місця на турнірі XXII категорії Altibox Norway Chess 2019, що проходив у Ставангері.
У липні 2019 року поступився Ваш'є-Лаграву у півфіналі 2-го етапу «Гран-прі ФІДЕ», що проходив у Ризі.
У вересні 2019 році Олександр дійшов до 1/4 фіналу на кубку світу з шахів, що проходив у Ханти-Мансійську.
У листопаді 2019 року став переможцем 3-го етапу «Гран-прі ФІДЕ», що проходив у Гамбурзі. У фіналі на тайбрейку Грищук переміг поляка Дуду. За підсумками серії Гран-прі ФІДЕ Грищук посів 1 місце та кваліфікувався на «Турнір претендентів 2020» (Єкатеринбург)
Наприкінці грудня 2019 року на чемпіонаті світу зі швидких та блискавичних шахів, що проходив у Москві, Олександр Грищук посів:
 — 21-ше місце у турнірі зі швидких шахів, набравши 9½ з 15 очок (+7-3=5),
 — 4-те місце у турнірі з блискавичних шахів, набравши 14 очок з 21 можливого (+10-3=8).

### Переможець турнірів
- 1999 — Меморіал Чигоріна (Санкт-Петербург)
- 2000 — Торсхавн
- 2002 — Аерофлот Open (1-2 місце)
- 2004 — Пойковський (1-2 місце), Майнц (Ordix рапід)
- 2006 — Чемпіонат світу з бліцу (Рішон-ле-Ціон)
- 2008 — Еліста (1-3 місця)
- 2009 — Лінарес
- 2011 — Апатити (Гран-Прі РШФ з швидких шахів)[60]
- 2013 — Рига (Кубок АШП з рапіду)[61], чемпіонат світу з бліцу (Ханти-Мансійськ)
- 2014 — Меморіал Петросяна (Москва), турніри з швидких шахів та бліцу в рамках «Всесвітніх інтелектуальних ігор» (Китай)
- 2015 — Чемпіонат світу з бліцу (Берлін)
- 2017 — 1-й етап серії Гран-Прі ФІДЕ 2017 року (Шарджа)
- 2019 — 3-й етап «Гран-прі ФІДЕ 2019» (Гамбург)

### Інші досягнення
- 2010 — Лінарес (2 місце)
- 2011 — Турнір претендентів (фіналіст), Кубок світу ФІДЕ (фіналіст)
- 2016 — Суперфінал чемпіонату Росії (2 місце)
- 2019 — 1-й етап «Гран-прі ФІДЕ 2019» (Москва) (фіналіст)

## Особисте життя
Олександр Грищук був одружений з переможницею шахової олімпіади у складі збірної України Наталією Жуковою. Нині перебуває у шлюбі з дворазовою переможницею шахових олімпіад у складах збірних України та Росії Катериною Лагно.

## Зміни рейтингу
| На цьому місці має відображатися графік чи діаграма, однак з технічних причин його відображення наразі вимкнено. Будь ласка, не видаляйте код, який викликає це повідомлення. Розробники вже працюють для того, щоби відновити штатне функціонування цього графіка або діаграми. | |
| | На цьому місці має відображатися графік чи діаграма, однак з технічних причин його відображення наразі вимкнено. Будь ласка, не видаляйте код, який викликає це повідомлення. Розробники вже працюють для того, щоби відновити штатне функціонування цього графіка або діаграми. |